# James Worthy (schrijver)
James Patrick Pugh (Amsterdam, 1980), bekend onder het pseudoniem James Worthy, is een Nederlands schrijver, journalist en columnist.

## Carrière
Worthy is de zoon van een Britse vader en een Nederlandse moeder. Sinds 2001 was hij actief als blogger. Hij begon bij Nalden.net en liep stage bij het jongerentijdschrift Break-Out!, alvorens hij vanuit een voorliefde voor hiphop terechtkwam bij State Magazine van BNN. Worthy bouwde ook een naam op via internet, door onder meer actief te zijn op Twitter, verschillende hiphopfora en een blog op zijn eigen website. In dezelfde periode schreef hij artikelen voor vrouwenbladen als Viva, Flair, Fancy en Cosmopolitan, waarin seks en liefde veelal terugkerende thema's waren.
Worthy's debuutroman, simpelweg getiteld James Worthy, verscheen in april 2011 bij Lebowski Publishers. In de eerste zes maanden na uitgave werd het boek, met dank aan een promotiecampagne via sociale media en platenlabel Top Notch, meer dan twintigduizend keer verkocht. De schrijfstijl en thematiek waarmee Worthy eerder bekendheid vergaarde als blogger en columnist, keerden terug in de autobiografische roman over een schrijver met een obsessie voor seks en zichzelf.
Met Pepijn Lanen deelde Worthy de blog Wat een leven. In mei 2011 werd dit in boekvorm gepubliceerd door Overamstel Uitgevers.
In juni 2012 kwam Worthy's tweede roman Zwarte Sylvester uit. Het is een zwarte komedie over een terminaal zieke jongeman, die voor hij sterft de grootste seriemoordenaar ooit wil worden. Recensenten vergeleken de thematiek van het verhaal met dat van romans als A Clockwork Orange en American Psycho en films als Natural Born Killers, Se7en,  The Fly en Saw.
Worthy heeft als freelance-journalist geschreven voor Top Notch, Nieuwe Revu, BLEND, CJP Magazine en Nowhere. Als columnist schreef hij sinds 2011 elke vrijdag voor dagblad Sp!ts. Sinds de samenvoeging van Sp!ts met Metro in oktober 2014 schreef hij wekelijks voor laatstgenoemde. Ook heeft hij columns geschreven voor Toto, Playboy en JFK Magazine. In 2016 trad hij in dienst bij Het Parool met een vaste rubriek voor drie dagen per week.
Een bundel van zijn columns kwam in februari 2018 uit als Mottenballen voor de ziel. In september 2019 verscheen In de buik van de wolf, zijn derde roman.
Worthy is onder meer vaste columnist voor &C: het tijdschrift van Chantal Janzen.

## Bestseller 60
| Boeken met noteringen in de Nederlandse Bestseller 60 | Jaar van verschijnen | Datum van binnenkomst | Hoogste positie | Aantal weken | Opmerkingen              |
| ----------------------------------------------------- | -------------------- | --------------------- | --------------- | ------------ | ------------------------ |
| James Worthy                                          | 2011                 | 11-05-2011            | 24              | 4            |                          |
| Zwarte Sylvester                                      | 2012                 | 27-06-2012            | 42              | 1            |                          |
| Liverpool                                             | 2022                 | 30-03-2022            | 55              | 1            |                          |
| De eerste 100 dagen van Arne Slot                     | 2024                 | 25-12-2024            | 43              | 1            | biografie over Arne Slot |